# Re:BLUE
《Re:BLUE》是韓國的男子樂隊CNBLUE的第4枚迷你專輯。於2013年1月14日發行。唱片公司為FNC Entertainment。

## 概要
- 與上一張迷你專輯「EAR FUN」相距約10個月以來的回歸。
- 「I'm Sorry」為此專輯的主打曲目，而CNBLUE決定以現場演奏方式進行回歸舞台及以後的宣傳。
- 此專輯收錄第2張日語單曲《Where you are》的英文版本。
- 此專輯全部歌曲為CNBLUE成員創作。
- 主打曲目「I'm Sorry」於多個音樂節目取得1位，一共獲得5個獎盃。
  - Music Bank：2013年2月1日、8日
  - Show Champion：2013年1月30日、2月6日、13日（Triple Crown）

## 收錄內容
1. I'm Sorry
4th迷你專輯「Re:BLUE」主打曲目
2. Coffee Shop
3. 我比你（나 그대보다）
4. 我這樣的男人（나란 남자）
5. LaLaLa（라라라）
6. Where you are（English Ver.）